# Kammerbach (Kehrbach)
Der Kammerbach ist ein linker Zufluss des Kehrbachs im Landkreis Aschaffenburg im bayerischen Spessart.

## Geographie

### Verlauf
Der Kammerbach entspringt am Kammerberg (413 m), südlich von Jakobsthal an der Grenze zum Sailaufer Forst. Er verläuft in südwestliche Richtung und mündet nach 900 m in den Kehrbach, welcher von dort ab den Namen Beibuschbach trägt.

### Flusssystem Aschaff
- Liste der Fließgewässer im Flusssystem Aschaff

## Einzelnachweise

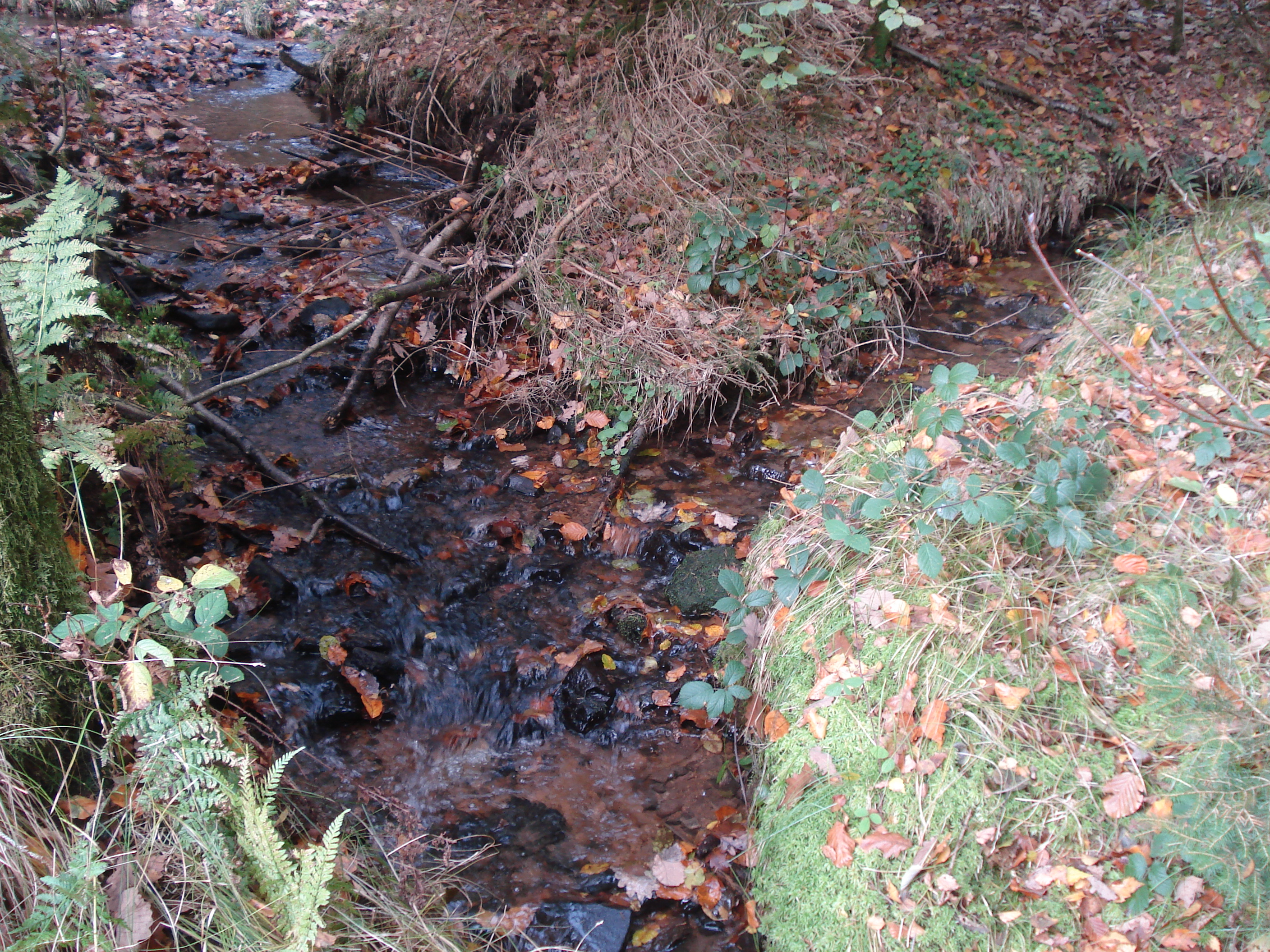
Der Kammerbach (rechts) mündet in den Kehrbach (von hinten nach vorne)